# Джеймс Елтън
Джеймс Фредерик Елтън (на английски: James Frederick Elton) е английски пътешественик, колониален администратор, изследовател на Африка.

## Ранни години (1840 – 1867)
Роден е на 3 август 1840 година в Англия, в семейството на Робъртс Елтън, полковник в 59-и полк на Бенгалската армия, и внук на Джейкъб Елтън от Дедам, Есекс.
През 1857 постъпва като доброволец в армията и е изпратен в Индия. През 1860 взема участие и във военната кампания срещу Китай. Скоро след придобиването на чин капитан в 98-и полк, Елтън напуска британската армия и през 1866 се присъединява към френската армия в Мексико по време на управлението на император Максимилиан. След края на войната се завръща в Англия и публикува графичен разказ за приключенията си, озаглавен „With the French in Mexico“ London, 1867 (в превод „С французите в Мексико“).

## Експедиционна дейност (1868 – 1877)
От 1868 до 1871 пребивава в Южна Африка и извършва няколко експедиции в района на Трансваал, Натал и Южна Родезия. През 1870 се спуска по река Тати (ляв приток на Шаши), по Шаши (ляв приток на Лимпопо) и по Лимпопо до устието на десния ѝ приток река Олифантс и оттам по суша достига на юг до Мапуто (Лоренсу Маркиш). Тригодишните си пътешествия описва в три книги под заглавията: „Extracts from the journal of an exploration of the Limpopo“, 1871; „Special reports upon the goldfield at Marabastadt and upon the Transvaal Republic“, 1872; „From Natal to Zanzibar“, 1873.
През 1873 е назначен за британски вицеконсул в Занзибар, с цел да подпомогне д-р Джон Кърк в потушаването на търговията с роби в Източна Африка. Докато заема този пост, изследва крайбрежието между Дар ес-Салаам.
През 1875 е назначен за консул в Мозамбик, където е ангажиран в много експедиции за потушаване на търговията с роби от тази и други части на източното крайбрежие, по време на които извършва множество пътувания по море и суша на юг до залива Делаго и от Индийския океан до Сейшелските о-ви и Мадагаскар.
В началото на 1877 Елтън тръгва на експедиция от Мозамбик на запад и северозапад, в сърцето на страната на Макуа, връщайки се на брега в Муендази. Оттам тръгва на север – 450 мили пеша, през скалистите върхове на Сориса до залива Сюрлоаф, слизайки отново в Ибо. През юли същата година Елтън напуска Мозамбик през реките Замбези и Шире, като намерението му е да посети британските мисионерски станции на езерото Малави (Няса) и да изследва езерото и заобикалящата го страна. През октомври 1877 тръгва от северния бряг на езерото Малави на север, пресича планината Кипенгере и на север от нея открива изворите на река Голяма Руаха (ляв приток на Руфиджи). Продължава по вододела на запад и достига до Угого, където на 13 декември, на 37-годишна възраст, умира от жълта треска. Погребан е на около две мили от последния си лагер под голямо баобабско дърво.
След смъртта му неговите дневници са обработени, систематизирани и издадени от участника в експедицията Хенри Бърнард Котръл под заглавието: „Travels and researches among the lakes and mountains of Eastern and Central Africa“, London, 1879.